# Denis Chen
Denis Chen (San Pedro Carchá, 9 agosto 1977) è un ex calciatore guatemalteco, di ruolo difensore.

## Caratteristiche tecniche
Terzino sinistro, poteva giocare anche come terzino destro o come esterno destro.

## Carriera

### Nazionale
Ha debuttato in Nazionale il 29 maggio 1999, nell'amichevole Canada-Guatemala (1-0), subentrando a Guillermo Molina al minuto 57. Ha messo a segno la sua prima rete con la maglia della Nazionale il 25 maggio 2001, in Guatemala-Belize (3-3), siglando la rete del momentaneo 1-0 al minuto 23. Ha partecipato, con la Nazionale, alla CONCACAF Gold Cup 2002 e alla CONCACAF Gold Cup 2005. Ha collezionato in totale, con la maglia della Nazionale, 34 presenze e una rete.

## Palmarès

### Club

#### Competizioni nazionali
- Campionato guatemalteco di calcio: 4

CSD Municipal: 2001-2002, 2003-2004, 2005-2006, 2006-2007
- Coppa del Guatemala: 2

CSD Municipal: 2002-2003, 2003-2004